# Estradiol-17β-Dehydrogenase
Die Estradiol-17β-Dehydrogenase (17β-HSD-1) ist das Enzym, das den letzten Schritt in der Biosynthese von Estradiol katalysiert, die Hydrierung von Estron. Die Reaktion findet in Wirbeltieren im Zytosol statt; homologe Proteine ohne bekannte Funktion finden sich aber auch in Bakterien und Pilzen.
Das Dimer, wie in der Abbildung gezeigt, ist die aktive Enzymform. Monomere können die Reaktion nicht katalysieren.
Die 17β-HSD Typ 1 wird in den follikulären Granulosa-Zellen der Gonaden, in der Brustdrüse und in der Plazenta exprimiert. Ihr Fehlen in der Nebenniere fördert die Androgen-Bildung dort.
Nach dem Eisprung bildet sich das Follikel zum Gelbkörper um, der weiterhin Estradiol bildet. Für diese Estradiol-Bildung ist nicht mehr die zytosolische 17β-HSD Typ 1, sondern die mikrosomale 17β-HSD Typ 7 verantwortlich.
Die Verfügbarkeit von Estradiol in Brusttumoren, das durch Umwandlung von Estron durch die 17β-HSD Typ 1 entsteht, ist ein wichtiger Tumorwachstumsfaktor. Daher werden Inhibitoren des Enzyms als Tumorhemmstoffe untersucht.
Grundsätzlich könnten alle Hydroxysteroid-Dehydrogenasen auch die Rückreaktion katalysieren, aber für die Oxidation von Estradiol sind andere Subtypen von 17β-HSD verantwortlich.

## Katalysierte Reaktion
+ NADPH/H+ →  + NADP+
Estron wird zu Estradiol reduziert.